# Институт Пирбрайта
Институ́т Пи́рбрайта (англ. Pirbright Institute), ранее Институ́т здоро́вья живо́тных —  исследовательский институт в графстве Суррей (Англия), занимающийся изучением инфекционных заболеваний сельскохозяйственных животных.

## Описание
Является частью Совета по исследованиям биотехнологии и биологических наук при правительстве Великобритании (BBSRC). В институте работают учёные, ветеринары, аспиранты и производственный персонал. Институт Пирбрайта проводит исследования, диагностику и наблюдение за вирусами, переносимыми животными, такими как ящур, африканская чума свиней, чума крупного рогатого скота, блютанг, неровная кожа, птичьего и свиного гриппа сельскохозяйственных животных. Также осуществляет надзор за здоровьем сельскохозяйственных животных и перемещением болезней в Великобритании.